# Euphorbia dimorphocaulon
Euphorbia dimorphocaulon är en törelväxtart som beskrevs av Peter Hadland Davis. Euphorbia dimorphocaulon ingår i släktet törlar, och familjen törelväxter. Inga underarter finns listade i Catalogue of Life.